# Joachim Krase
Joachim Krase (* 7. November 1925 in Neubrandenburg; † 24. Juli 1988 in Rheinbach) war ein deutscher Offizier in Wehrmacht und Bundeswehr, zuletzt im Dienstgrad eines Obersten, stellvertretender Leiter des Militärischen Abschirmdienstes (MAD) und zugleich inoffizieller Mitarbeiter (IM) des Ministeriums für Staatssicherheit (MfS) der DDR.

## Leben
Beförderungen
- 1956 Oberleutnant
- 1965 Major
- 1970 Oberstleutnant
- 1975 Oberst

### Kindheit, Wehrmacht, frühe Nachkriegszeit
Krase wurde als Sohn eines technischen Betriebsleiters geboren. Er besuchte die Volks- und Mittelschule, die er im Frühjahr 1943 abschloss. Ende 1942 hatte er die Aufnahmeprüfung für die Offizierlaufbahn bestanden. Für sechs Monate wurde Krase zunächst zum Reichsarbeitsdienst (RAD) eingezogen, ins heimatnahe RAD-Lager in Neddemin in Mecklenburg. Am 16. Dezember 1942 beantragte er die Aufnahme in die NSDAP und wurde zum 20. April 1943 aufgenommen (Mitgliedsnummer 9.456.458). Später verneinte er mehrmals schriftlich einen NSDAP-Zugehörigkeit. Nach dem RAD wurde Krase zur Panzeraufklärungs-Abteilung 3 in Bad Freienwalde eingezogen. Er wurde zum Panzeraufklärer ausgebildet und war in den letzten Kriegsjahren meist an Schulen wie die Panzertruppenschule II in Krampnitz bei Potsdam kommandiert. Erste Fronterfahrung sammelte Krase in Italien als Fahnenjunker-Unteroffizier in der Panzeraufklärungsabteilung 190, wo er auch verwundet wurde. Zum Kriegsende war er als Leutnant und im Alter von 19 Jahren Kompanieführer einer gemischten Schützenkompanie in der Panzerkampfgruppe Krampnitz in Mecklenburg. Es folgten vier Monate britische Kriegsgefangenschaft. Krases Eltern und seine Schwestern kamen im Mai 1945 während des Einmarsches der Roten Armee bei Neubrandenburg ums Leben. Offen bleibt, ob sie durch Rotarmisten getötet wurden oder Suizid begingen, ähnlich wie beim Massensuizid in Demmin.
Nach dem Krieg lernte Krase den Beruf des Maurers. Die Gesellenprüfung bestand er im September 1947. Danach volontierte er in einem Architekturbüro und in einem kaufmännischen Büro. 1954 eröffnete er eine eigene Kohlen- und Baustoffhandlung in Glinde bei Hamburg. 1956 bewarb er sich jedoch bei der neu aufgestellten Bundeswehr und wurde im Herbst 1956 als Oberleutnant beim am 16. Juli 1956 aufgestellten Panzeraufklärungslehrbataillon 3 in Lingen (Ems) eingestellt, welches heute in Lüneburg stationiert ist. Kurz darauf wurde er nach Bremen zum Panzeraufklärungslehrbataillon Bremen-Grohn versetzt, aus dem das Panzeraufklärungsbataillon 7 hervorging.

### Dienst im MAD
Bereits im April 1957 erfolgte aus unbekannten Gründen Krases Versetzung zur MAD-Gruppe im Wehrbereich I in Kiel. Er war für den 1961 beginnenden 4. Generalstabslehrgang Heer an der Führungsakademie der Bundeswehr in Hamburg vorgesehen, wo er zum Offizier im Generalstabsdienst hätte ausgebildet werden sollen. Dazu besuchte er 1959 Vorausbildungen in der Truppe, Einweisungen und einen Aufbaulehrgang. Unbekannt ist, weshalb er letztlich den Lehrgang nicht besuchte.
Im zehnten Dienstjahr erfolgte 1965 nach bestandenem Stabsoffizierlehrgang die Ernennung zum Major und knapp fünf Jahre später zum Oberstleutnant. Er wechselte zur damaligen Zentrale des MAD, dem Amt für Sicherheit der Bundeswehr (ASBw), wurde aber im April 1973 aus Fürsorgegründen wieder nach Kiel versetzt, weil seine erste Ehefrau schwer erkrankt war. 1974 erfolgte eine Verwendung als Leiter der MAD-Stelle 11 in Hamburg und im Oktober 1975 wurde Krase zur MAD-Gruppe S in Bonn als deren Leiter versetzt und dort zum Oberst ernannt. Im Herbst 1977 wechselte Krase erneut ins ASBw, diesmal als Abteilungsleiter Spionageabwehr. Eineinhalb Jahre später wurde er Chef des Stabes und stellvertretender Amtschef des ASBw. Dieser Dienstposten war für Offiziere im Generalstabsdienst vorgesehen und wurde mit Krase besetzt, obwohl Krase den Lehrgang für den Generalstabsdienst nicht besucht hatte. So durfte er dennoch den Zusatz i. G. unter seinem Dienstgrad Oberst führen.
Im Zuge der Kießling-Affäre tauschte der neue Leiter des MAD, Hubertus Senff, ohne Rücksicht auf individuelles Fehlverhalten zahlreiche Führungspersonen aus. Krase wurde auf einen Dienstposten „zur besonderen Verwendung“ ins „Stabs- und Versorgungsbataillon BMVg“ versetzt und sollte, auf Wunsch von Staatssekretär Günter Ermisch, für die MAD-Neuorganisation beratend tätig sein. Als Fachberater war er kurz im Leitungsbereich tätig. Im März 1985 wurde Krase, mit Erreichen der besonderen Altersgrenze, in den Ruhestand versetzt. Aufgrund einer schweren Krebserkrankung verstarb er 1988. Die letzten drei Lebensjahre verbrachte er in Rheinbach. Er hatte mindestens einen Sohn. Mit seiner zweiten Frau, die nichts von seiner Spionagetätigkeit wusste, war er elf Jahre verheiratet.

### Spionagetätigkeit
In der Neujahrsnacht 1969 sprach Krase auf der Lübecker Halbinsel Priwall einen Posten der Grenztruppen der DDR an und bat um ein Gespräch mit einem Abwehroffizier. Er bot sich selbst als Doppelagent an. Zu dieser Zeit war Krase Major und stellvertretender Dezernatsleiter in der MAD-Gruppe I in Kiel. MfS-Chef Erich Mielke entschied, den Fall der für Spionageabwehr zuständigen Hauptabteilung II zu übertragen. Die Fallbearbeitung übernahm zunächst Günther Kratsch, der von 1976 bis 1989 Leiter dieser Abteilung werden sollte. Kurze Zeit später übernahm Wolfgang Lohse die Fallbearbeitung von Krase, der als Inoffizieller Mitarbeiter IM „Günter Fiedler“ geführt wurde.:S. 274 Nachweislich bereits am 17. Januar 1969 übergab er Informationen zu Doppelagenten, die unter anderem zur Verhaftung von zwei Quellen des Landesamtes für Verfassungsschutz Schleswig-Holstein (LfV SH) führten. Der erste Treff fand am 9. Mai 1969 statt. Weitere Treffs erfolgten drei- bis viermal jährlich (1969 sogar sechsmal) in Ost-Berlin, West-Deutschland und Österreich, darunter auf der Ostseeinsel Ummanz, wo das MfS in der Gemarkung Markow ein Ferienobjekt besaß, sowie in Schlaubetal, wo das MfS am Wichernsee ebenfalls über ein Ferienobjekt verfügte. Der letzte Treff fand 1987, zwei Jahre nach Krases Versetzung in den Ruhestand, in Salzburg statt. Bei den Treffs erhielt er jeweils 5.000 D-Mark. Sein Verratsmaterial übergab er als Tonbandaufzeichnung, Fotokopie oder im Original.
1978 äußerte die 66th U.S. Army Intelligence Group einen Verdacht gegen Krase, der aber nicht belegt werden konnte und zu keinen weiteren Ermittlungen führte. Ebenfalls 1969 ließ er in Abwesenheit des Amtschefs, Gerd-Helmut Komossa, dessen Panzerschrank öffnen. Nach Krases Enttarnung fragte sich Komossa, wieso dieser durchaus merkwürdige Vorgang im Tagesgeschäft untergegangen sei und er der Sache nicht hätte nachgehen müssen.
Krases bescheidenes Leben mit Reihenhaus, einem Honda Prelude und einem jährlichen Familienurlaub ließen nicht auf ein Zusatzeinkommen in Form eines Agentenlohnes schließen.
Krases Führungsoffizier Lohse versuchte nach dessen Tod, Krases Sohn anzuwerben. Dieser vertraute sich jedoch dem damaligen Präsidenten des Bundesamtes für Verfassungsschutz (BfV), Gerhard Boeden, einem Freund der Familie Krase, an. Im November 1988 leitete der MAD daraufhin Untersuchungen ein. Im Jahr 1990 erhärtete sich der Verdacht durch Aussagen von Überläufern und ehemaligen Führungsoffizieren. Am 19. Oktober 1990 veröffentlichte das Bundesministerium der Verteidigung (BMVg) eine Pressemitteilung, die die deutschen Medien aufgriffen. Am 24. Oktober 1990 fand eine Sondersitzung des Verteidigungsausschusses des Deutschen Bundestages zum Verratsfall Krase statt.
Als Motive für seine Tat werden Geldbedarf im Zuge seiner Spielsucht (es gab Hinweise auf häufige Besuche von Spielkasinos), aber auch berufliche Frustration genannt, weil er nicht zum Offizier im Generalstabsdienst ausgebildet wurde, was er als erheblichen Karriereknick empfand. Als einer der wenigen Offiziere ohne Abitur versuchte er seine Bildungslücken durch den häufigen Gebrauch von Fremdwörtern auszugleichen. Er wurde als beliebt, freundlich, humorvoll, kameradschaftlich und fürsorglich beschrieben, aber auch als extrem ehrgeizig, intrigant und auf sich aufmerksam machend. Er war klein, untersetzt und unauffällig.
Auch stand Krase im Verdacht, maßgeblich an der Kießling-Affäre beteiligt gewesen zu sein. Einige Publikationen sahen das als erwiesen an. Helmut R. Hammerich bewertet dies jedoch als unwahrscheinlich: Das MfS hätte dafür seine Spitzenquelle nicht gefährdet.
Werner Großmann, letzter Leiter der Hauptverwaltung A (HVA), kritisierte die Führung von Krase als Direktquelle durch die Abteilung II des MfS und den Informationsverlust durch die Abschottung zwischen den verschiedenen MfS-Organisationseinheiten. Es habe keine gemeinsame Auswertung der von Krase gelieferten Informationen gegeben. Die Abteilung II bestimmte, welche Informationen sie für die HVA für relevant hielt und ihr weitergab. Krase wurde auch als Abschöpfquelle über den Journalisten Herbert Kloss, Inoffizieller Mitarbeiter Siegbert der HVA, genutzt. Weder HVA noch Abteilung II wussten jedoch von dieser Doppelnutzung.
Krase war die einzige Quelle des MfS in der MAD-Zentrale. Er fügte der Bundeswehr „immensen Schaden“ zu und zählt zu den erfolgreichsten Agenten des Kalten Kriegs.:S. 294 Unter anderem verriet er die Operation Anmeldung an das MfS. Weiter ist davon auszugehen, dass Krase spätestens in seinen Dienststellungen als Abteilungsleiter und stellvertretender Amtschef im MAD größere Spionageerfolge zu verhindern wusste. Gelangen Spionageoperationen, weil Krase nicht informiert war, mussten sich die Verantwortlichen anschließend bei ihm melden und einen seiner gefürchteten Wutausbrüche ertragen.

## Auszeichnungen
- Verdienstkreuz 1. Klasse des Verdienstordens der Bundesrepublik Deutschland (1983)[9]
- Verdienstkreuz am Bande des Verdienstordens der Bundesrepublik Deutschland (September 1979)[9]

## Schriften
- Joachim Krase: »Ein Blinder ist kein guter Augenarzt«. In: Der Spiegel. Nr. 63, 1985 (spiegel.de).